# Jane Porter
Jane Porter (ur. 17 stycznia 1776 w Durham, zm. 24 maja 1850 w Bristolu) – angielska pisarka.
Jest autorką powieści sentymentalnych, wyrażających sympatię dla wolnościowych idei, m.in. Thaddeus of Warsaw (1803), częściowo na temat powstania kościuszkowskiego. Dzięki tej powieści J. Porter zyskała rozgłos i uznanie Tadeusza Kościuszki.